# Îlots Saint-Phalle
Les îlots Saint-Phalle sont deux îlots de Nouvelle-Calédonie appartenant administrativement à Poum.